# علي أباد خسروي (مشيز بردسير)
علي أباد خسروي (بالفارسية: علی‌آباد خسروی) هي قرية تقع في إيران في البلدة المركزية.